# خلل القياس
خلل القياس أو خلل التماثل أو خلل التناسق أو طول خاطئ هو نوع من مشاكل الحركة المترابطة حيث لا يوجد قدرة على قياس المسافة الصحيحة المعنية في أي عمل عضلي؛ مثلاً تمتد الذراع لالتقاط شيء فإن اليد ستمتد فوق المسافة.
ويحدث فيه نقص في تنسيق الحركة الذي يتميز به العجز عن وصول الهدف أو تجاوز الموضع المقصود باليد أو الذراع أو الساق أو العين. وهو نوع من الترنح. يمكن أن يشمل أيضًا عدم القدرة على الحكم على المسافة أو المقياس.
ومن أشكاله
- قصر القياس (بالإنجليزية: Hypometria): الرَنَح الذي يتصف بحركات محدودة تقصر عن بلوغ الهدف المقصود التي تُشاهد عادة في الأمراض المُخَيخِيَّة.[5]
- فرط القياس (بالإنجليزية:Hypermetria): الامتداد غير العادي لجزء في أي اتجاه.[6]

## تقديم

### الأمراض المصاحبة
غالبًا ما يوجد خلل التماثل في الأفراد المصابين بالتصلب المتعدد (MS) والتصلب الجانبي الضموري (ALS) والأشخاص الذين عانوا من الأورام أو السكتات الدماغية. الأشخاص الذين تم تشخيص إصابتهم بالرنح المخيخي السائد (SCAs)يظهرون أيضًا خلل في التماثل. هناك العديد من أنواع الرنح المخيخي السائد SCAs وعلى الرغم من أن العديد منها تظهر عليها أعراض متشابهة (أحدها هو خلل القياس)،إلا أنها تعتبر غير متجانسة.
رنح فريدريك هو أحد أنواع SCA المعروفة حيث يعاني الأطفال من خلل في القياس. يمكن أن تظهر التشوهات المخيخية التي تمتد إلى جذع الدماغ أيضًا مع خلل في التماثل.

## الأسباب
يُعتقد أن السبب الحقيقي لخلل التماثل ناتج عن آفات في المخيخ أو عن آفات في أعصاب التحسس المؤدي إلى المخيخ الذي ينسق المعلومات المرئية والمكانية والحسية الأخرى مع التحكم الحركي. لا يسمح الضرر الذي يلحق بالأعصاب الحسية للمخيخ بالحكم بدقة على المكان الذي يجب أن تتحرك فيه اليد أو الذراع أو الساق أو العين. غالبًا ما تحدث هذه الآفات بسبب السكتات الدماغية أو التصلب المتعدد (MS) أو التصلب الجانبي الضموري (ALS) أو الأورام.
وفقًا لمقالة البحث المذكورة أعلاه، فإن التحكم في المحركات هو عملية تعليمية تستخدم تطبيقات APPG. من المحتمل أن يكون اضطراب APPGs هو سبب ترنح وخلل في التناسق، وعند تحديد الأوائل الحركية، قد يكون الأطباء قادرين على عزل المناطق المحددة المسؤولة عن مشاكل المخيخ.
هناك نوعان من الاضطرابات المخيخية التي تنتج خلل التماثل، وتحديداً متلازمات المخيخ في خط الوسط ومتلازمات نصف الكرة المخية. يمكن أن تتسبب متلازمات المخيخ في خط الوسط في خلل في التماثل البصري، وهي حالة لا تستطيع فيها العين تتبع الجسم بشكل صحيح وإما تجاوز الهدف (أمام الجسم) أو العجز عن الهدف (التخلف خلف الجسم). كما أن خلل التماثل البصري يجعل من الصعب الحفاظ على التثبيت على جسم ثابت. تسبب المتلازمات المخيخية نصف الكروية خلل في التماثل في المعنى الحركي النموذجي الذي يفكر فيه الكثيرون عند سماع مصطلح خلل التماثل.
المتلازمة الحركية الشائعة التي تسبب خلل في التناسق هي متلازمة المحرك المخيخي، والتي تتميز أيضًا بضعف في المشي (المعروف أيضًا باسم الرنح)، وحركات العين المضطربة، والرعشة وصعوبة البلع، وضعف النطق. كما هو مذكور أعلاه، فإن المتلازمة العاطفية المعرفية المخيخية (CCAS) تسبب أيضًا خلل في التماثل.

## تشريح
المخيخ هو منطقة من الدماغ تساهم في التنسيق والعمليات الحركية وبقع اسف المخ من الناحية التشريحية التكامل الحسي الحركي هو طريقة الدماغ لدمج المعلومات الواردة من الخلايا العصبية الحسية (أو الحسية) من الجسم، بما في ذلك أي معلومات بصرية.
لكي تكون أكثر تحديدًا، فإن المعلومات اللازمة لأداء مهمة حركية تأتي من معلومات شبكية تتعلق بموضع العين ويجب ترجمتها إلى معلومات مكانية.  يعد تكامل Sensorimotor أمرًا ضروريًا لأداء أي مهمة حركية ويحدث في القشرة الجدارية اللاحقة
بعد ترجمة المعلومات المرئية إلى معلومات مكانية، يجب أن يستخدم المخيخ هذه المعلومات لأداء المهمة الحركية.  إذا كان هناك تلف في أي من المسارات التي تربط المسارات، فقد ينتج عن ذلك خلل في التماثل.

### محرك
عسر التماثل الحركي هو المصطلح المعتاد المستخدم عندما يشير الشخص إلى خلل التماثل. يتجلى خلل في تناسق الأطراف الناجم عن متلازمات نصف الكرة بعدة طرق: خلل في ضربات اليدين والقدمين وخلل الحركة، وهو ضعف الحركات المتناوبة. يؤدي تلف المخيخ إلى إبطاء الشخص في توجيه أطرافه في الفضاء.

### التحكم الحركي كعملية تعلم
ألقت الأبحاث الحديثة الضوء أيضًا على عملية محددة قد تكون سببًا للرنح وخلل التنسج في حالة انقطاعها. وفقًا لمصادر تم الاستشهاد بها في هذه المقالة، فإن التحكم الحركي هو عملية تعلم تحدث في نقاط الاشتباك العصبي في تشعبات بوركينجي. كانت هناك نظريات متباينة حول تكوين المخيخ الذي يتحكم في هذه العملية. توقع البعض أن المخيخ كان عبارة عن مجموعة من مولدات الأنماط القابلة للتعديل (APGs)، كل منها يولد «أمر انفجار» مع شدة ومدة متفاوتة.
نماذج أخرى، والتي تنطبق في الغالب على التطبيقات الروبوتية، تقترح أن المخيخ يكتسب «نموذج معكوس للجهاز الحركي». أظهرت الأبحاث الحديثة في الفيزيولوجيا الكهربية تراكيب معيارية في النخاع الشوكي تُعرف باسم «البدائية الحركية». استنادًا إلى نموذج APG، تعد وحدات APG هي الميزات التي تتحكم في التعلم الحركي. العملية برمتها عبارة عن حلقة ردود فعل إيجابية. يتم إرسال المدخلات المثبطة واستقبالها من مختلف مكونات القشرة، بما في ذلك نواة المخيخ والخلية القشرية الحركية وخلايا بركنجي. ترسل خلايا بركنجي المعلومات المثبطة عن طريق الحصول على معلومات التعلم من الألياف المتوازية للخلايا الحبيبية. هذا النموذج من APGs مفيد لأنه يصف بشكل فعال عملية التعلم الحركي.
البدائية الحركية هي وحدة أخرى مقترحة للتعلم الحركي. تم العثور على هذه المعلومات عن طريق التحفيز الكهربائي للحبل الشوكي القطني في الفئران والضفادع. عند التحفيز، وجد الباحثون أن بدائيات المحرك توجد في النخاع الشوكي وتستخدم أنماط تنشيط العضلات لتوليد ناتج حركي محدد. يتم تعلم حركات مختلفة من مستويات مختلفة من التنشيط. قادت هذه النتائج الباحثين إلى الاعتقاد بأن هذه البدائل الحركية يمكن العثور عليها في المخيخ.
يُظهر هذان النموذجان المختلفان معًا أنه من الممكن أن تكون البدائية الحركية موجودة في المخيخ، لأن "مجموعة من المصفوفات المتوازية من APG يمكنها قيادة كل وحدة بدائية حركية في الحبل الشوكي. لقد أنشأ المؤلفون نموذجًا لمولد النمط البدائي القابل للتعديل (APPG)، وهو في الأساس مجموعة من APGs المتوازية مجمعة معًا.
نموذج APPG هو مجموع متجه لجميع مدخلات APG، وهي وحدات الموضع والسرعة والوقت. ترسل الخلايا الحبيبية المعلومات من النخاع الشوكي والقشرة الحركية والتي بدورها تترجم المعلومات في عملية تسمى تعيين الحالة. يصبح النموذج النهائي لـ APPG خطيًا عند جمع ناقلات المعلومات من الخلايا العصبية والعضلات. يتوافق هذا النموذج مع «فرضية المسار الافتراضي» التي تنص على إرسال المسار المطلوب إلى النخاع الشوكي كأمر حركي.

### سكاديك
(Saccades) هي الحركات السريعة والمتزامنة التي تقوم بها العين لتلقي المعلومات المرئية وتحويل خط الرؤية من موضع إلى آخر. يعتمد الشخص بشكل كبير على قدرة دقة هذه الحركات. يتم تلقي المعلومات من شبكية العين، ويتم ترجمتها إلى معلومات مكانية ثم يتم نقلها إلى المراكز الحركية للاستجابة الحركية. ينتج الشخص المصاب بخلل التماثل السكادي باستمرار حركات غير طبيعية للعين بما في ذلك microsaccades ورفرفة العين وهزات الموجة المربعة حتى عندما تكون العين في حالة راحة. أثناء حركات العين ستحدث رواسب مفرطة القياس وفوق التناسق، ومن الشائع حدوث انقطاع وتباطؤ في حركة السكاديين العادية.

## تشخيص
يجب أن يتم تشخيص أي اضطراب أو متلازمة مخيخية من قبل طبيب أعصاب مؤهل. قبل إحالة المريض إلى طبيب أعصاب، يقوم الممارس العام أو ممرضة MS بإجراء اختبار الإصبع إلى الأنف. سيرفع الطبيب إصبعًا أمام المريض ويطلب منه لمسه بإصبعه ثم لمس أنفه بإصبعه عدة مرات. يوضح هذا قدرة المريض على الحكم على موضع الهدف. الاختبارات الأخرى التي يمكن إجراؤها متشابهة في طبيعتها وتشمل اختبار كعب إلى قصبة حيث يميز التجاوز القريب خلل التماثل وعدم القدرة على رسم دائرة خيالية بالأذرع أو الساقين دون أي تحلل للحركة. بعد نتيجة إيجابية في اختبار الإصبع إلى الأنف
، يقوم طبيب الأعصاب بعمل صورة بالرنين المغناطيسي (MRI) لتحديد أي ضرر يلحق بالمخيخ.
يواجه مرضى المخيخ صعوبات في التكيف مع التغيرات غير المتوقعة في القصور الذاتي للأطراف. يمكن استخدام هذا لزيادة خلل التماثل وتأكيد تشخيص خلل المخيخ. يظهر المرضى أيضًا استجابة غير طبيعية للتغيرات في التخميد. تؤكد هذه النتائج دور المخيخ في التنبؤات.

## العلاجات
لا يوجد حاليًا علاج لخلل التناسق نفسه لأنه في الواقع أحد أعراض اضطراب أساسي. ومع ذلك، فقد تم استخدام أيزونيازيد وكلونازيبام لعلاج خلل التنسج.
تمارين فرنكل Frenkel تعالج خلل التنسج.

## بحث
يختبر الباحثون الآن الاحتمالات المختلفة لعلاج خلل التنسج والرنح. يُطلق على إحدى فرص العلاج البروفة بحركة العين. يُعتقد أن الحركات الموجهة بصريًا تتطلب أداءً بصريًا منخفضًا وعاليًا من خلال تحديد موقع مستهدف أولاً ثم الانتقال للحصول على ما هو مطلوب. في إحدى الدراسات، استخدم الباحثون خطوة موجهة بصريًا موازية لحركات الذراع المرئية لاختبار هذا العلاج. عانى المرضى من خلل في التماثل السكادي مما جعلهم يتخطون حركاتهم. 3. سار المرضى في البداية بشكل طبيعي ثم طُلب منهم مراجعة المنطقة التي كان من المقرر أن يسيروا عليها مرتين. بعد التمرين على حركات العين، قام المرضى بتحسين حركتهم أداء. يعتقد الباحثون أن التدريب المسبق بالعين قد يكون كافيًا للمريض الذي يعاني من خلل في التماثل الحركي نتيجة لخلل في التماثل السكادي لإكمال مهمة حركية مع تعزيز الوعي المكاني.
كما تم إجراء بحث لهؤلاء المرضى الذين يعانون من مرض التصلب العصبي المتعدد. يظل التحفيز العميق للدماغ (DBS) احتمالًا قابلاً للتطبيق لبعض مرضى التصلب المتعدد على الرغم من أن الآثار طويلة المدى لهذا العلاج قيد المراجعة حاليًا. الأشخاص الذين خضعوا لهذا العلاج لم يتعرضوا لانتكاسات كبيرة لمدة ستة أشهر ومشاكل في وظائف الحركة.استفاد معظم الأشخاص من زراعة الأقطاب الكهربائية وأفاد البعض أن اضطراب حركتهم قد اختفى بعد الجراحة. ومع ذلك، فإن هذه النتائج محدودة في هذا
لوقت بسبب النطاق الصغير من الأشخاص الذين تم استخدامهم للتجربة ومن غير المعروف ما إذا كان هذا خيارًا قابلاً للتطبيق لجميع مرضى التصلب المتعدد MS الذين يعانون من مشاكل في التحكم في الحركة.